# The Bootleg Series Vol. 7: No Direction Home: The Soundtrack
The Bootleg Series Vol. 7: No Direction Home: The Soundtrack é uma compilação do cantor Bob Dylan, lançado a 30 de Agosto de 2005.
Foi editado juntamente com o documentário televiso de Martin Scorsese, chamado de No Direction Home.
O disco atingiu o nº 1 do Top Soundtracks, o nº 16 da Billboard 200 e o nº 16 do Top Internet Albums.

## Faixas
Todas as faixas por Bob Dylan, exceto onde anotado

### Disco 1
1. "When I Got Troubles" – 1:28
2. "Rambler, Gambler" (Tradicional, Arranj. de Bob Dylan) – 2:16
3. "This Land Is Your Land" (Woody Guthrie) – 5:57
4. "Song to Woody" – 2:41
5. "Dink's Song" (Tradicional, Arranj. de Bob Dylan) – 4:37
6. "I Was Young When I Left Home" – 5:19
7. "Sally Gal" – 2:37
8. "Don't Think Twice, It's All Right" – 3:35
9. "Man of Constant Sorrow" (Tradicional, Arranj. de Bob Dylan) – 3:03
10. "Blowin' in the Wind" (Ao vivo) – 4:03
11. "Masters of War" (ao vivo) – 4:41
12. "A Hard Rain's a-Gonna Fall" (Ao vivo) – 7:46
13. "When the Ship Comes In" (Ao vivo) – 3:05
14. "Mr. Tambourine Man" – 6:42
15. "Chimes of Freedom" (Ao vivo) – 8:02
16. "It's All Over Now, Baby Blue" – 3:33

### Disco 2
1. "She Belongs to Me" – 3:18
2. "Maggie's Farm" (Ao vivo) – 5:53
3. "It Takes a Lot to Laugh, It Takes a Train to Cry" – 3:33
4. "Tombstone Blues" – 3:34
5. "Just Like Tom Thumb's Blues" – 5:42
6. "Desolation Row" – 11:44
7. "Highway 61 Revisited" – 3:38
8. "Leopard-Skin Pill-Box Hat" – 6:23
9. "Stuck Inside of Mobile with the Memphis Blues Again" – 5:44
10. "Visions of Johanna" – 6:36
11. "Ballad of a Thin Man" (ao vivo) – 7:45
12. "Like a Rolling Stone" (ao vivo) – 8:12